# حسام بخششی
حسام بخششی متولد ۱۳۶۳/۱/۱ والیبالیست ایرانی در پست دفاع وسط است.بخششی در حال حاضر عضو باشگاه والیبال متین ورامین است.

## افتخارات
- ۳ دوره قهرمانی باشگاه های آسیا
- ۱ دوره سوم باشگاه های جهان
- ۱ دوره چهارم باشگاه های جهان
- ۲ دوره حضور در جام جهانی ۲۰۱۱ ایتالیا و ۲۰۱۰ ژاپن
- ۱ دوره قهرمانی دانشجوهای جهان
- ۴ دوره قهرمانی لیگ برتر ایران